# Việt Nam Phật Quốc tự
Việt Nam Phật Quốc tự (Vietnam Bouddha Bhumi Vihara) là một ngôi chùa Việt Nam ở Bodh Gaya (Bồ Đề Đạo Tràng) ở Ấn Độ và ngôi chùa của người Việt Nam lần đầu tiên có mặt trên đất nước Ấn Độ; tọa lạc trên một khu đất rộng hơn 20 ha, giữa những ruộng đất bao la, cách Bồ đề Đạo tràng và khu thị tứ 2 km về phía Tây Nam. Ngôi chùa được Thượng tọa Thích Huyền Diệu cho xây năm 1987, lễ đặt viên đá đầu tiên vào ngày 24 tháng 5 năm 1987, đó cũng chính là ngày đưa ngôi chùa Việt Nam đầu tiên đi vào hoạt động trên đất Phật; chùa có kiến trúc theo phong cách chùa Việt Nam với cổng tam quan, mái cong. Chùa do kiến trúc sư Nguyễn Bá Lăng thực hiện. Chùa được xây dựng trên một khu đất rộng, gần Bồ đề Đạo tràng, nơi Đức Từ Phụ Thích ca ngồi dưới cội Bồ đề thành đạo cách nay gần 3 thiên niên kỷ, và cũng chính là Thánh tích quan trọng và có ý nghĩa nhất trong bốn Thánh tích của Phật giáo, được khắp năm châu biết đến.
Hiện nay tại Bodh Gaya còn có các ngôi chùa Việt Nam khác là chùa Độ Sanh, chùa Viên Giác và tịnh xá Kỳ Hoàn.

## Kiến trúc
Chính điện

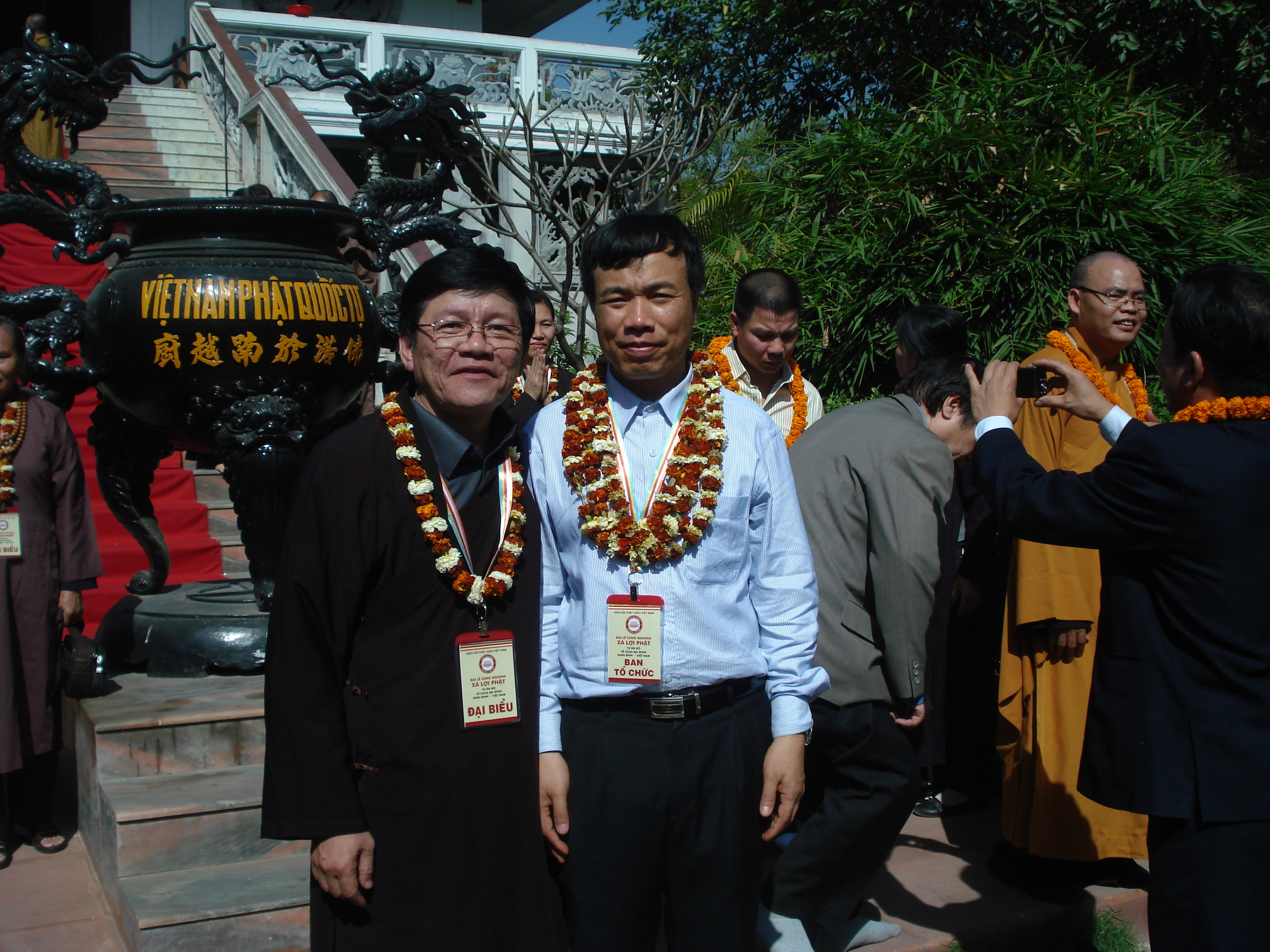
Phật tử Việt Nam chiêm bái Việt Nam Quốc Phật tự ở Bodh Gaya - Ấn Độ, ngày 3/3/2010

Chính điện có chu vi (diện tích?) 64m² (cao 24m, gồm 3 tầng). Tầng trệt là pháp xá có đủ chỗ cho 30 mươi vị khách mỗi. Tầng thứ 2 dùng để trưng bày những di tích, kinh sách, pháp khí. Tầng thứ 3 là tôn thờ Đức Bổn Sư Thích ca và chư vị Bồ tát. Phía sau chính điện là hậu Tổ, tôn thờ các vị Thánh đệ tử và các vị Thánh Tăng Việt Nam qua các triều đại. Đối diện với bàn thờ Tổ là bàn tưởng niệm các vị anh linh tổ quốc Việt Nam.
Tháp Vạn Phật
Tháp Vạn Phật nằm ở vị trí phía trước bên trái của chính điện, với bán kính là 12m (tổng chiều cao là 22m, chia đều cho 7 tầng). Bên trong tôn thờ Xá Lợi Đức Phật Thích ca và 10.000 vị Phật, tầng hầm thờ chư hương linh quá vãng.
Đài Quan Âm
Tổng diện tích của đài Quan Âm to gấp bốn lần, và cấu trúc hoàn toàn giống chùa Một cột ở Hà Nội, Việt Nam; gồm có đại hồng chuông, nặng 2 tấn rưỡi, với bán kính (đường kính ?) 1,50m và chiều cao là 2,60m; trống sấm có bán kính (đường kính?) là 1m và chiều dài là 1,50m, tất cả đều được làm từ trong nước, mang nét đặt thù của dân tộc.
Pháp xá
Gồm 2 dãy pháp xá, dãy pháp xá thứ nhất được xây dựng dọc của khu đất với chiều dài là 47m, gồm có 3 tầng và 21 phòng, (1 phòng bố trí cho 3 người ở); dãy pháp xá thứ 2 được xây dựng theo chiều ngang, với chiều dài 49m, gồm 2 tầng, 1 tầng hầm, chiều ngang 16m, gồm có tất cả là 13 phòng, trong đó một nhà ăn (8 x 12)m có thể để được 3 dãy quá đường. 
Khu vườn
1. Cây ăn trái: vải, măng cụt, mít, táo, cam, bưởi, xoài (gồm có 30 loại khác nhau), ổi xá lị (có 12 loại),...
2. Cây cảnh:
  - Hoa: đào, mai vàng, mai trước thủy, lan, sứ, thiên lý...;
  - Cây cảnh: Tùng, trắc bá diệp, sao, thông, tre, tầm vong, trúc, cau, ngâu, phượng vĩ, điệp tây,...
3. Cây cỏ có liên quan đến lịch sử Đức Phật.